# Kościół św. Rafała Kalinowskiego w Częstochowie
Kościół św. Rafała Kalinowskiego w Częstochowie – kościół parafialny pod wezwaniem św. Rafała Kalinowskiego w Częstochowie, w dzielnicy Wrzosowiak.

## Historia
Kamień węgielny pobłogosławił papież Jan Paweł II 15 sierpnia 1991 roku. Budowę rozpoczęto w 1999 roku. Budynek zaprojektowali Włodzimierz i Ziemowit Domagałowie. Pierwsze nabożeństwo odprawiono 24 grudnia 2000 roku. Kościół wyposażono w sprzęty liturgiczne rozmieszczone „w duchu” formacji neokatechumenalnej proponowanej przez architekta Maurizio Bergamo. Uroczystego poświęcenia świątyni dokonał 26 czerwca 2010 roku arcybiskup Stanisław Nowak.